# John Robertson (premier)
John Robertson (ur. 15 października 1816 w Londynie, zm. 8 maja 1891 w Sydney) – australijski polityk kolonialny, agronom, socjolog, publicysta; squatter. Premier Nowej Południowej Walii w latach 1860–1861, 1868–1870 i 1875–1877; wielokrotny członek ministerium: sekretarz kolonii w latach 1860–1861, 1868–1870, 1875–1877 i 1885–1886; sekretarz ds. ziemstwa i pracy w latach 1858–1859, 1860–1863, 1865–1866 i 1870; mąż stanu.
Opowiadał się za powszechnym prawem wyborczym oraz tajnością głosowania. Był gł. politykiem kolonii popierającym pełną sekularyzację oraz edukację publiczną. Prowadził badania agronomiczne i socjologiczne, zauważając potrzebę radykalnej zmiany społecznej w oparciu o proponowaną reformę rolną. Utożsamiał się z polityką liberalną, forsując redukcję przywilejów squattokracji. Skupione wokół niego środowisko Klubu Reform wywarło znaczny wpływ na rządy kolonii w 1856–'86.

## Życiorys
Urodził się w londyńskiej dzielnicy Bow. Ojciec Johna, James przyjaźnił się z T. Birsbane’em, nowo mianowanym gubernatorem Nowej Południowej Walii. Na jego zaproszenie Robertsonowie wyruszyli do Australii, przybywając do Sydney 8 stycznia 1822. James rozpoczął tam pracę jako kurator zegarów rządowych, prowadząc także warsztat zegarmistrzowski i złotniczy. Robertsonowie należeli do zamożnych rodzin kolonii. Dysponując znacznymi środkami (co najmniej 2.500 £) uzyskali na korzystnych warunkach dużą (1011 ha) posiadłość ziemską w bardziej umiarkowanym klimatycznie regionie Hunter. W późniejszym czasie James Robertson otrzymał od rządu kolonialnego nagrodę za długoletnią służbę urzędniczą, co wiązało się z przyznaniem emerytury oraz 35-hektarowego gospodarstwa w Robertson's Point (Cremone Point).
W 1821 J. R. rozpoczął naukę w szkole powszechnej w Sydney m.in. u J. D. Langa. Następnie uczęszczał do prestiżowej szkoły średniej prowadzonej przez B. Gilchrista i W.T. Cape’a. Po zakończeniu kształcenia w 1833 zgłosił się na służbę w marynarce wojennej. W tym okresie poznał H. Temple’a, który zaprosił go do Londynu, gdzie wprowadził młodego J. R. do wpływowego towarzystwa urzędników kolonialnych. J. R. opuszczając w t.r. Anglię otrzymał list polecający, adresowany do R. Bourke’a, w którym stwierdzono jego przynależność do wigów.
J. R. podróżował do Francji i Ameryki Południowej, dłuższy czas przebywając w Brazylii. W 1835 zakończył służbę i powrócił do Nowej Południowej Walii. Podjął pracę agronoma i hodowcy w rodzinnych posiadłościach. W 1837 ożenił się z Margaret Emmą „Madge” Davies. W okresie zarządzania majątkiem ziemskim samorzutnie rozpoczął pracę naukową dotyczącą społecznych aspektów rolnictwa i hodowli w Australii. W swoich pracach dostrzegał potrzebę radykalnej zmiany stosunków społeczno-gospodarczych Australii. Jednocześnie sprzeciwił się reformie rolnej przedstawionej przez G. Gippsa, stając wraz z A. Busby’m i S. Samuelem na czele protestu squatterów w Sydney w 1838.
W 1856 wraz z reformą polityczną kolonii brytyjskich, wprowadzającą lokalne parlamenty, J. R. został wybrany członkiem Zgromadzenia Ustawodawczego. W styczniu 1858 został powołany do 2. ministerium Ch. Cowpera na stanowisko sekretarza ds. ziemstwa i pracy. W czerwcu 1859 otrzymał reelekcję w wyborach do parlamentu. W wyniku rozpadu jedności ministerium Cowpera w październiku 1859 J. R. złożył dymisję. Nie została ona przyjęta i pozostał na stanowisku sekretarza do upadku kolejnego ministerium pod kierownictwem W. Forstera, który nastąpił w lutym 1860.
Misję utworzenia kolejnego ministerium uzyskał właśnie J. R., który został zaprzysiężony na premiera w marcu 1860. 9 stycznia 1861 zdecydował jednak o złożeniu dymisji, aby móc w pełni poświęcić się pracy sekretarza ds. ziemstwa. Urząd ten sprawował także po przejęciu ministerium przez Ch. Cowpera. 27 marca t.r. zrezygnował również z funkcji członka legislatywy, aby móc ubiegać się o mandat w izbie wyższej, który objął 3 kwietnia. W 1856 gubernator powołał nową Radę Ustawodawczą złożoną z dożywotnich członków, wśród których znalazł się J. R. W wyniku porozumienia partyjnego zrezygnował on z członkostwa w Radzie, aby móc ubiegać się o reelekcję do izby niższej w wyborach uzupełniających na mandat opróżniony przez J. Garretta. Miejsce w Zgromadzeniu uzyskał ponownie w 1862. Z powodzeniem uzyskał reelekcję w 1864.
W lutym 1865 ponownie objął tekę sekretarza ds. ziemstwa, którą powierzył mu Ch. Cowper. Chcąc uporać się z trudnościami finansowymi i ciążącym na cz. swoich ziem zadłużeniem zrezygnował z mandatu w izbie w październiku t.r. Jednak w niewiele ponad tydzień od tej decyzji został ponownie powołany w wyniku śmierci jego następcy, W. M. Arnolda. W wyborach parlamentarnych 1866 nie uzyskał wystarczającej liczby głosów, aby zasiąść w Zgromadzeniu. Jednak w sierpniu t.r. uzyskał mandat w wyborach uzupełniających, który sprawował do końca kadencji w listopadzie 1869.
Od stycznia 1868 ponownie zasiadał w ministerium, tym razem sprawując urząd sekretarza kolonii. W październiku t.r. objął kierownictwo gabinetu. W grudniu 1869 kolejny raz został wybrany członkiem Zgromadzenia Ustawodawczego. Z racji na kierowanie mniejszościowym gabinetem nie mógł przeprowadzić żadnej z proponowanych reform. Dlatego złożył dymisję w styczniu 1870. Jednocześnie został pozbawiony mandatu z racji bankructwa. Do polityki powrócił po uporządkowaniu finansów w marcu t.r. W sierpniu dołączył do ministerium, ponownie mianowany na sekretarza ds. ziemstwa. Na stanowisku tym pozostał także po objęciu kierownictwa ministerium przez J. Martina.
Po raz trzeci został J. R. premierem w lutym 1875, w dwa lata później ustępując H. Parkesowi. Jednak już w sierpniu 1877 ponownie objął kierownictwo ministerium. Nie pozostał na tym urzędzie długo, gdyż jeszcze t.r. musiał ponownie ustępować J. Farnellowi. W 1876, pomimo braku wykształcenia akademickiego, objął katedrę agronomii na Uniwersytecie w Sydney. W grudniu 1878 J. R. objął stanowiska sekretarza ds. ziemstwa, wiceprzewodniczącego Rady Wykonawczej i przedstawiciela ministerium w Radzie Ustawodawczej. W 1879 założył Royal National Park. W trakcie pobytu H. Parkesa w Anglii w okresie 1881–'82 pełnił obowiązki premiera i sekretarza kolonii. W 1881 zrezygnował z członkostwa w Radzie Ustawodawczej i ponownie objął mandat w Zgromadzeniu w wyniku wyborów uzupełniających w styczniu 1882. Jednak w pełnych wyborach parlamentarnych, które nastąpiły jeszcze t.r. nie uzyskał reelekcji.
Pomimo nie zasiadania w parlamencie J. R. otrzymał misję utworzenia ministerium w grudniu 1885. Jednak już w lutym 1886 złożył dymisję. Uzasadnił ją postępującą chorobą. Ostatecznie wycofał się z polityki. Pozostawał jednak aktywnym publicystą „The Sydney Morning Herald”. Zmarł w 1891 w Watsons Bay (dzielnicy Sydney). Został pochowany z państwowymi honorami.

## Działalność polityczna
W początkowej fazie aktywności politycznej J. R. był jednym z najbliższych współpracowników R. Windeyera. W prowadzonej kampanii wyborczej w 1858 zadeklarował walkę o powszechne prawo wyborcze dla wszystkich mężczyzn, tajne i proporcjonalne wybory. Opowiadał się również za sekularyzacją szkolnictwa i rozwojem powszechnej oświaty rządowej. Podnosił też potrzebę zmniejszenia opłat celnych i swobodny obrót ziemiami rolnymi. Pomimo posiadania znacznego majątku ziemskiego, odciął się od squatterów, ostro przeciwstawiając im plan radykalnej reformy rolnej. Dzięki temu uzyskał wysokie poparcie elektoratu, zwłaszcza w miastach. W okresie sprawowania urzędu sekretarza ds. ziemstwa i pracy był inicjatorem reformy ordynacji wyborczej, która zniosła cenzus majątkowy dla wszystkich mężczyzn oraz zwiększała liczbę miejsc w Zgromadzeniu Ustawodawczym z 54 do 80. Przeprowadził także w imieniu rządu transakcję przekazania działki pod budowę kampusu Uniwersytetu w Sydney.
W październiku 1859 ministerium Ch. Cowpera nie otrzymało votum zaufania i zostało podane do dymisji. Utrata poparcia parlamentu dla premiera w znacznej mierze była zależna od działalności J. R. Zaprotestował gwałtownie przeciwko polityce faworyzowania szkolnictwa kościelnego. Wobec przyjęcia przez gabinet budżetu na 1860, gdzie kosztem szkół publicznych nieproporcjonalną większość środków otrzymały instytuty katolickie i anglikańskie, J. R. ostentacyjnie opuścił salę obrad. W ministerium W. Forstera, sprawując tekę sekretarza ds. ziemstwa, skupił się J. R. na zagadnieniach resortowych. Był autorem tabel cen dzierżawy gruntów rolnych należących do korony, które znajdowały się gł. w rękach squatterów. Wywołało to niepokój wśród dotychczas popierających W. Forstera ziemian. Konserwatywne skrzydło squatterów, wniosło o podanie do dymisji nie tylko J. R., ale całe ministerium, co w marcu 1860 zatwierdził parlament.

### Premierostwo i Sekretariat ds. Ziemstwa
W marcu 1860 w wyniku wyłonienia nowego składu parlamentu J. R. objął urząd premiera. Dzięki temu miał on odpowiednie narzędzia inicjatywy ustawodawczej, które pozwoliły mu dokończyć wcześniej nakreśloną reformę podatków dzierżawy ziem królewskich. Zgromadzenie Ustawodawcze odrzuciło jednak opracowany przez niego projekt. Wobec tego wniósł kilka poprawek do proponowanych ustaw, wprowadzając zasadę wyłączenia ziem królewskich z gospodarki komunalnej kolonii oraz równość praw dla wszystkich Australijczyków przy nabywaniu tych ziem. Przedstawiony projekt uzyskał aprobatę gubernatora W. Denisona, po czym mógł być bez sprzeciwu przedłożony w izbie niższej. W październiku 1860 parlamentarna Komisja ds. Skarbu zatwierdziła projekt. W grudniu t.r. Zgromadzenie Ustawodawcze przyjęło nowe prawo o ziemiach królewskich.
J. R. 10 stycznia 1861 ustąpił z urzędu premiera na rzecz Ch. Cowpera, pozostając sekretarzem ds. ziemstwa. W owym okresie nadal pracował nad przygotowaniem kolonialnego prawa do radykalnej reformy rolnej. 27 marca t.r. przedstawił budżet dzierżaw squatterów przed parlamentem i zrezygnował z członkostwa w izbie. Z racji na brak akceptacji Rady Ustawodawczej dla nowych stawek dzierżawy ziem królewskich, J. R. przekonał gubernatora J. Younga, aby ten uzupełnił skład izby 21 wyznaczonymi przez siebie członkami. Wobec nadużycia władzy przez gubernatora spiker izby W. W. Burton zrezygnował z przewodniczenia jej tuż przed zaprzysiężeniem nowych członków. Pozostali członkowie, idąc za jego przykładem, opuścili salę plenarną, pozbawiając obrady wymagalnego kworum. W 1856 zakończyła się 5-letnia kadencja Rady, a gubernator wyłonił nowy skład izby spośród nominowanych przez siebie dożywotnich członków. Wśród nich znalazł się również J. R. Ponownie poddał on pod głosowanie wcześniej opracowany plan opłat dzierżawy ziem królewskich. Zdominowana przez zwolenników reform izba wyższa w październiku 1861 jednogłośnie przyjęła Akt Ziemski, który stanowił swoistą ustawę ustrojową dla dzierżawy ziem rolnych do 90. XIX w.
J. R. opuścił na własny wniosek Radę Ustawodawczą w grudniu 1861, aby móc objąć wakujący po J. Garrett’cie mandat w Zgromadzeniu Ustawodawczym. Wybory uzupełniające okazały się pomyślne dla J. R., i zasiadł on w izbie w styczniu 1862. Reelekcję otrzymał w 1864 w obcym sobie, robotniczym okręgu Zach. Sydney. W lutym 1865 ponownie objął tekę sekretarza ds. ziemstwa w 4. ministerium Ch. Cowpera. W związku z zagrożeniem utraty mandatu w wyniku zadłużenia, zrezygnował z członkostwa w parlamencie w październiku t.r. Jednakże gubernator odstąpił od rozpisania wyborów uzupełniających i powołał J. R. na opróżniony mandat już w kolejnym tygodniu.
W wyborach parlamentarnych w styczniu 1866 nie uzyskał mandatu członka Zgromadzenia. Pomimo dawnego poparcia robotników z okręgu Zach. Sydney nie zdołał przekonać nowego elektoratu. Także jego stanowczy sprzeciw wobec zachowania przez rząd cz. ziem królewskich na cele komunalne (gł. wydobycia i zaopatrzenia w wodę) spowodował spadek poparcia. Na wyniku wyborów zaważyło jednak fałszywe oskarżenie, jakie w trakcie kampanii J. Martin opublikował na łamach „The Sydney Morning Herald”. W swoim artykule wskazywał, jakoby J. R. „przewodniczy tajnemu stowarzyszeniu Fenian w Sydney” po czym porównał go do Tyberiusza Grakchusa: „obaj opowiadali się swobodą głosowania, obaj gardłowali za równością obywateli w nabywaniu ziemi [...] obaj sławieni byli przez lud jak bogowie [...] i zostali przezeń opuszczeni”. Pomimo tej porażki wygrał wybory uzupełniające w okręgu Clarence w sierpniu 1866. W parlamencie zasiadał do końca kadencji w listopadzie 1869.
W październiku 1868 J. R. ponownie utworzył swoje 2. ministerium, sprawując jednocześnie urząd sekretarza kolonii. W grudniu 1869 uzyskał reelekcję w dawnym okręgu Zach. Sydney. Jednakże zwycięstwa te nie przełożyły się na pomyślność w przeprowadzeniu reform. Z racji na prowadzenie rządu mniejszościowego nie mógł uchwalić żadnej z proponowanych zmian. Wobec tego w styczniu 1870 złożył urząd na rzecz Ch. Cowpera. Jednocześnie z racji bankructwa został zmuszony do złożenia mandatu, który odzyskał dzięki wsparciu społeczeństwa w spłacie zadłużenia.
J. R. powrócił do pracy w ministerium w sierpniu 1870, kiedy otrzymał stanowisko sekretarza ds. ziemstwa. Rząd ten posiadał nikłe poparcie parlamentarne, dlatego końcem t.r. podał się do dymisji. Kiedy kierownictwo ministerium objął J. Martin, ku wielkiemu zaskoczeniu opinii publicznej, J. R. otrzymał tekę sekretarza kolonii. Jednak już wyborach parlamentarnych 1872 trzech członków ministerium nie weszło w skład Rady Ustawodawczej, co było widocznym znakiem braku poparcia dla polityki zarówno J. Martina, jak i J. R. Kiedy 14 maja 1872 premierem został H. Parkes, J. R. wraz z J. Martinem i Ch. Cowperem sformowali Klub Reform, który występował jako opozycja parlamentarna. J. R. kolejny raz został premierem w 1875, ustępując w 1877 H. Parkesowi, aby w sierpniu t.r. ponownie objąć kierownictwo rządu.

### Klub Reform
W wyniku kolejnych wyborów parlamentarnych objął mandat w Zgromadzeniu Ustawodawczym w listopadzie 1877, sprawując go do grudnia 1878. Nagłe pojawienie się silnej opozycji pozaparlamentarnej w Zgromadzeniu dało możliwość dawnym zażartym przeciwnikom do poszukiwania porozumienia. W jego wyniku J. R., działający w imieniu Klubu Reform, zawarł koalicję z H. Parkesem, która obaliła rząd J. Farnella, powołując własny większościowy gabinet. W nowym rządzie premierem został H. Parkes, zaś J. R. objął stanowiska sekretarza kolonii, wiceprzewodniczącego Rady Wykonawczej i delegata ministerium w Radzie Ustawodawczej. W czasie podróży H. Parkesa do Anglii, pełnił obowiązki premiera (1881-'82). 31 grudnia 1881 zrezygnował z mandatu w Radzie Ustawodawczej, aby objąć mandat w Zgromadzeniu w wyborach uzupełniających w styczniu 1882. Następne wybory parlamentarne w grudniu t.r. były tak niekorzystne dla rządu, że nawet popularny J. R. nie otrzymał mandatu.
W 1885 pomimo niezasiadania w parlamencie po raz piąty został premierem. Jednak pogarszający się stan zdrowia doprowadził do jego rezygnacji i przejścia na rządową emeryturę w czerwcu 1886. Zmarł 8 maja 1891 w Watson Bay, pochowany na cmentarzu South Head w Sydney, gdzie otrzymał nagrobek wykonany przez J. H. Hunta.

## Poglądy społeczne i polityczne
Początkowy okres działalności politycznej Robertsona zdeterminowany był reformistycznymi poglądami na kwestię rolną. Robertson występował jako gł. zwolennik R. Windeyera. Silnie go popierał już w trakcie pierwszej kampanii wyborczej do Rady Ustawodawczej w 1843. Współpraca ta musiała być bardzo bliska, skoro najstarszemu ze swoich synów (ur. 1851) nadał imiona mistrza. W owym okresie doskonale zauważał podłoże społeczne kwestii reformy rolnej. Zorientował się jako obrońca drobnych rolników, pozostających w tyle wobec przywilejów podatkowych i wyborczych jakie otrzymali squatterzy. Niepokoiła Robertsona silna pozycja gubernatora w ustroju politycznym Nowej Południowej Walii, która pozwalała na daleką interwencję rządu brytyjskiego w wewnętrzne sprawy kolonii. Wobec tego w 1844 poparł żądania squatterów, występujących przeciwko arbitralnemu stylowi prowadzenia polityki, jaką reprezentował G. Gipps, gubernator w Sydney. Prowadził przeciwko niemu energiczną kampanię informacyjną, występując publicznie w wielu miastach, m.in. Muswellbrook, Scone, Singleton, Jerry's Plains i Maitland. W kwestii tej był również aktywny na poziomie działań prawnych, był sygnatariuszem sprzeciwów wobec polityki gubernatora, które złożono zarówno w Radzie Ustawodawczej, jak i londyńskim parlamencie. W działaniach tych Robertson postępował umiarkowanie, odrzucając skrajnie zachowawcze postulaty squatterów, co do ochrony dotychczasowych praw własności i pierwszeństwa w nabywaniu ziem królewskich. W związku z rozwojem postulatów squatterów, którzy nieustępliwie domagali się zachowania uprzywilejowanej pozycji, odstąpił od poparcia dla nich, ostentacyjnie odmawiając wstąpienia do Towarzystwa Hodowców Nowej Południowej Walii oraz odcinając się od skrajnie zachowawczej działalności A. Boyda.

### Kwestia rolna
W 2. poł. lat 40. XIX w. poglądy polityczne Robertsona skupione były wokół kwestii rolnej, która w jego ocenie ujawniała najbardziej palący problem kolonii: niedostateczność rozwiązań ustrojowych Nowej Południowej Walii. Postulował więc o zniesienie cenzusu majątkowego i równość wszystkich głosów w czynnym prawie wyborczym. Obok tego wnosił o demokratyzację prawa nabywania ziem królewskich i ich dzierżawy w celu osłabienia squatterów. Należąc formalnie do wigów utrzymywał neutralne związki z politykami miejscowych formacji. Zdystansowany do zachowawczej polityki wobec squatterów nigdy nie wstąpił do Partii Konstytucyjnej, choć jej postulaty ustrojowe w pełni poparł. Tak ukształtowana postawa pozwoliła mu na współpracę z politykami o dalekich Robertsonowi poglądach: Ch. Cowperem, Ch. Nicholsonem, R. Lowe’m, W. Ch. Wentworthem i J. D. Langiem. W 1848 obradował w Maitland jako jeden z przywódców opozycji kolonialnej. W wyniku tego posiedzenia odrzucono propozycję konstytucji kolonii opracowaną przez H. Greya, rezygnując z Izby Lordów i ławy biskupów dla Nowej Południowej Walii.
W 50. XIX w. Robertson stał się jednym z najlepiej rozpoznawalnych polityków Nowej Południowej Walii. Pozostawanie na uboczu jakichkolwiek formalnych ruchów politycznych pozwoliło mu zyskać miano trybuna Australii. Przydomek ten mógł zawdzięczać prowadzeniu wyważonej polityki, łączącej w sobie zarówno osobiste doświadczenia, jak i spostrzegawczość wobec zmian sił na kolonialnej scenie politycznej. Zauważał sprzeczne dążenia Australijczyków urodzonych na kontynencie wobec osiadłych tu jako skazańcy. Proponował rozwiązanie tej kwestii za pomocą radykalnej reformy rolnej, czym zaskarbił sobie poparcie większości społeczeństwa. Koszty jego projektu mieli ponieść przede wszystkim squatterzy, których przywileje gospodarcze i polityczne należało – wg Robertsona – znacznie ukrócić. Obok tego zauważał, że silna pozycja właścicieli dużych majątków ziemskim wynika gł. z możliwości ingerencji Londynu w wewnętrzną politykę kolonii. Występował więc przeciwko takim dążeniom, przestrzegając równocześnie przed rosnącą siłą towarzysko-polityczną squatterów. W tym kontekście jako pierwszy nazwał tę grupę ironicznym mianem squattokracji. Tym działaniem zyskał sobie zażartych przeciwników, m.in. S. Donaldsona, E. D. Thomsona, H. Parkera. Z racji na powiązania rodzinne wielu polityków owego okresu, m.in. Ch. Cowpera, nie zyskał Robertson pełnego poparcia dla postulowanego radykalizmu w kwestii rolnej. Także lojalistyczna postawa polityków konserwatywnych (m.in. H. Parkesa) oraz ich personalne ambicje (m.in. J. Martin) doprowadziły do politycznego osamotnienia Robertsona i proponowanej przez niego reformy rolnej. Pomimo szerokiego poparcia społecznego wśród polityków owego okresu pełne zrozumienie jego propozycji uzyskał jedynie u W. Ch. Wentwortha. Jednak wbrew oczekiwaniom Robertsona jego wsparcie ograniczało się jedynie do prywatnych wypowiedzi. Większość czołowych polityków Nowej Południowej Walii w 40. i 50. XIX w. nie mieli żadnego związku z gospodarką rolną. Wyjątek stanowili W. Forster, H. Parker (poprzez małżeństwo) i właśnie Robertson. Jednak poza nim i W. Forsterem żaden z pozostałych, liczących się polityków nie znał nastrojów australijskiej prowincji. Postawiona przez niego kwestia radykalnej reformy rolnej pozostawała otwarta przez kolejne dekady stulecia. Problem osamotnienia politycznego Robertsona wynikał przede wszystkim z wyprzedzenia przez niego epoki, jaka miała nastąpić dopiero w 2. poł. XIX w.

### Ordynacja wyborcza
J. R. był przeciwnikiem ordynacji wyborczej, przeprowadzonej w 1850 przez E. D. Thomsona. Faworyzowała ona squatterów oraz osoby o wysokim statusie majątkowym, powodując znaczne dysproporcje przyznawanych mandatów do liczby mieszkańców w okręgach. Najliczniejsze okręgi miejskie, zdominowane przez robotników i kupców, otrzymały 11 mandatów na 75 tys. mieszkańców; hrabstwa (rolne i hodowlane) 17 mandatów na 80 tys. mieszkańców; okręgi outbacku (hodowlane) 8 mandatów na 30 tys. mieszkańców. Wprowadzenie nowej ordynacji spowodowało zmianę sił w kolonialnej polityce. Dotychczasowy zwolennik ograniczenia praw squatterów, W. Ch. Wentworth stał się ich gł. przedstawicielem, zmierzając do zachowania równowagi sił politycznych opartych na administracji kolonialnej, wspieranej przez tę grupę społeczną. W 1851 wziął J. R. aktywny udział w kampanii wyborczej do samorządu hrabstwa w Phillip, Brisbane i Bligh, popierając J. D. Langa. Wobec zagrożenia wprowadzenia zachowawczej konstytucji, opracowanej przez zespół W. Ch. Wentwortha, przystąpił w 1853 do J. D. Langa, aby przedstawić alternatywny projekt ustawy zasadniczej. Robertson stał się jednym z najbardziej liberalnych autorów nowej konstytucji. W odpowiedzi na zachowawcze stanowisko W. Ch. Wentwortha, który „nie chciał zasiać nasion przyszłej demokracji”, stwierdził, że rządowy komitet konstytucyjny przygotował akt oderwany od rzeczywistości australijskiej, hołdując arystokratycznemu prawu metropolii. J. R. widział brytyjskie prawo ustrojowe jako niejasne, stąd pozostawiające w wielu miejscach otwarcie na konflikty kompetencyjne, a przede wszystkim pozwalające na rugowanie zasad demokratycznych przez docelową politykę gubernatora. W listopadzie i grudniu 1853 wystosował wiele listów do czołowych urzędników brytyjskich oraz królowej Wiktorii, prosząc o wsparcie reform ustrojowych w koloniach. W wystąpieniach na wiecach w Yarrundi i Scone apelował o rozwiązanie parlamentu i zarządzenie nowych wyborów, aby obywatele kolonii mogli w nich opowiedzieć się za demokratyzacją ustroju. Atakując J. Martina, stwierdził, że wprowadzenie cenzusu majątkowego to „podła uległość reżymowi skostniałych praw” i opowiadał się za powszechnym prawem wyborczym dla wszystkich mężczyzn. Również z niechęcią odnosił się do biblijnego uzasadnienia braku praw wyborczych dla kobiet, jednak nie proponował w tej kwestii żadnych rozwiązań.
Obok reformy ordynacji wyborczej J. R. wskazywał potrzebę zmian ustrojowych systemu parlamentarnego. Opowiadał się za dwuizbowym parlamentem. Uważał jednak, że członków Rady Ustawodawczej powinno mianować Zgromadzenie Ustawodawcze, nie jak do tej pory gubernator i częściowo obywatele w wyborach bezpośrednich. Dotychczasowe rozwiązanie było – wg Robertsona – szkodliwe dla kolonii z dwóch powodów. Po pierwsze pozwalało ono na dowolne ingerowanie gubernatora w bieżącą politykę kolonii. Ponadto z racji na cenzus majątkowy w wyborach do izby, wprowadzała do niej członków o poglądach konserwatywnych i zachowawczych, co w praktyce oznaczało blokowanie reform przeprowadzanych na drodze parlamentarnej. Twierdził również, że skład izby wyższej powinien być ograniczony do 25 członków. Proponowana przez niego reforma parlamentu zakładała także 2-letnią kadencję izby niższej oraz dozgonne mandaty 20 senatorów, przy czym pozostałe 5 mandatów miało być uzupełniane rotacyjnie, co 2 lata. Jego poprawki zostały przyjęte w parlamencie w Sydney w 1854, jednak nie zostały akredytowane w Londynie. Po ponownym głosowaniu nad poprawkami do konstytucji Nowej Południowej Walii przyjęto proponowaną przez J. R. ordynację wyborczą do Zgromadzenia Ustawodawczego, odrzucając projekt ograniczenia liczby senatorów. W konsekwencji przyjęta w 1855 przez londyński parlament konstytucja dla kolonii była bardzo odległa od zgłaszanych projektów.
Forsowana reforma ordynacji obejmowała powszechne prawo wyborcze dla mężczyzn oraz wprowadzenie zasady tajnego głosowania. Ważnym jej elementem było ustanowienie równych pod względem liczby ludności okręgów wyborczych. Nierozerwalnie z tymi postulatami wysuwał J. R. potrzebę trwałej sekularyzacji państwa, gł. poprzez zniesienie finansowania Kościoła anglikańskiego z podatków oraz wprowadzenie edukacji publicznej. Obok nich znajdowała się potrzeba reformy gospodarki opartej na zasadach liberalizmu wolnorynkowego. Miało się to zrealizować poprzez wprowadzenie handlu ziemiami królewskimi w oparciu o nieograniczone stanowo i cenzusowo przetargi. Program ten w znacznej części był popierany przez większość polityków kolonii o liberalnych poglądach, jednak tylko Robertson był skłonny wyrażać go konsekwentnie, dając początek australijskiej myśli liberalnej. Gł. zasługą J. R. w kwestii społecznych reform kolonii było dopuszczenie drobnych rolników do udziału w nabywaniu gruntów królewskich. Dążeniem jego polityki było skrócenie dystansu konkurencji pomiędzy drobnymi rolnikami a squatterami.

### Kwestia niepodległości
Łączenie przez prasę nazwiska Robertsona z organizacją Fenian w 1866 nie było bezpodstawne. Polityk należał do tej organizacji, jednak jak sam zaznaczał, i co potwierdzają źródła, jedynie jako mason. W tym też upatrywał swoją działalność organizacyjną, sprawując w 1864–'65 funkcję przewodniczącego koła w Sydney. W wyniku licznych ataków prasy australijskiej popieranej przez polityków lojalistycznych J. R. przyznał ostatecznie, że był przychylny Irlandzkiej Lidze Narodowej. Uważał, że organizacja ta „podnosiła słuszne żądania Irlandii i oczekiwania jej narodu”. Działalność w środowisku Fenian łączył Robertson z dążeniami niepodległościowymi dla Nowej Południowej Walii. J. R. upatrywał rozwoju Australii w formie jednolitej kolonii pod zwierzchnictwem Sydney. W 1883 wystąpił z ostrą krytyką dążeń do niezależności, jakie podejmowała Wiktoria. Publicznie wskazywał na jej szkodzący wpływ na interesy Imperium, właściwie ubolewając nad osłabieniem kolonii australijskich na rzecz Londynu. Wobec tego dążył do osłabienia ruchu federacyjnego; przeciwstawiał się przystąpieniu Nowej Południowej Walii do Rady Federalnej w 1884 i w latach następnych ostro krytykował to postanowienie. Był przeciwnikiem konfederacji australijskiej, nie zauważając właściwie korzyści jakie mogłaby przynieść dla usamodzielnienia się przyszłej Australii.

## Krąg rodzinny

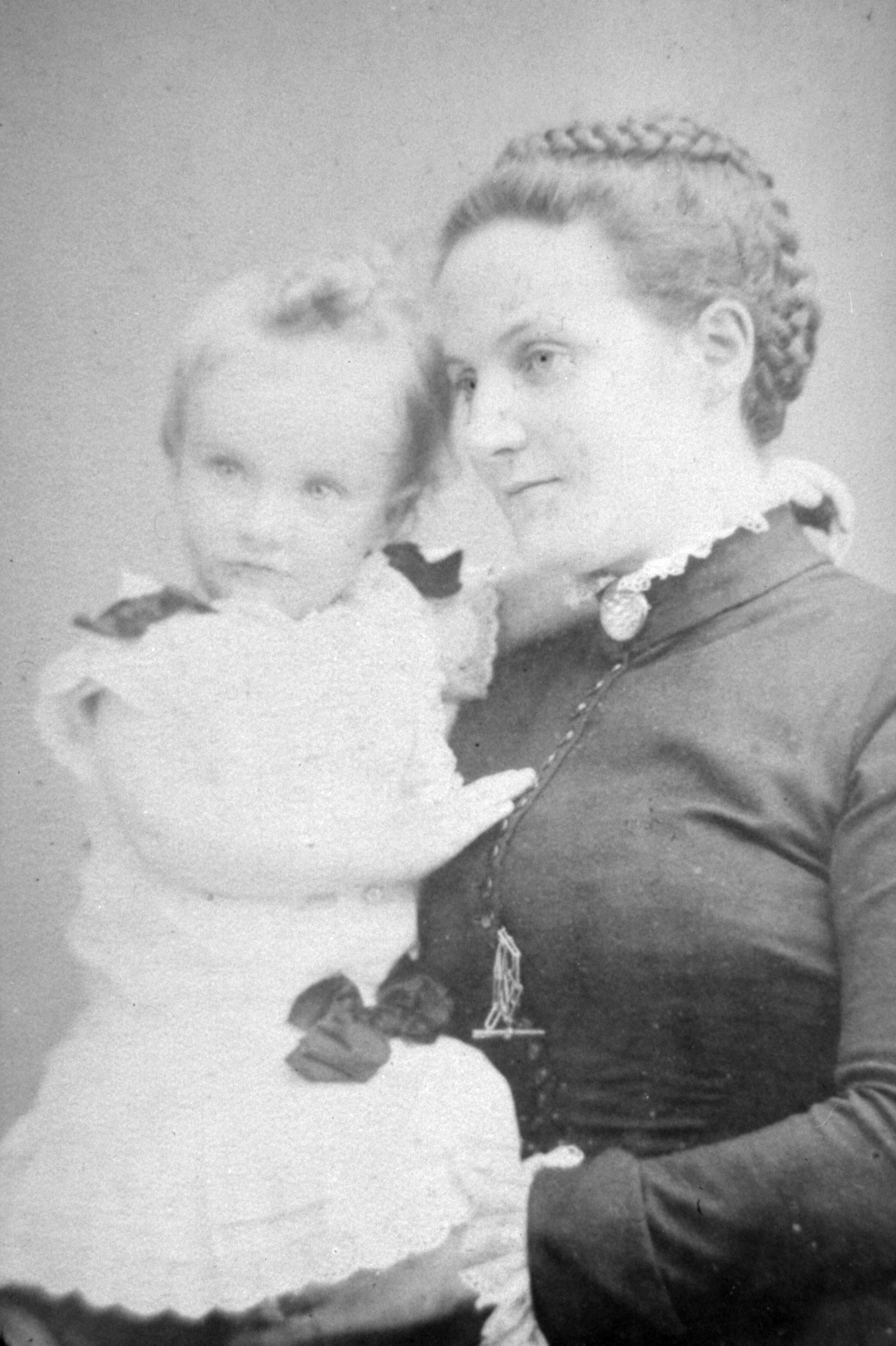
córka Margarita Iwanowna i wnuk Aleksandr Nikołajewicz (fot. 80. XIX w.)

Był drugim synem z ośmiorga rodzeństwa rodziny Jamesa Robertsona (1781–1868), pochodzącego ze Szkocji zegarmistrza i późniejszego urzędnika kolonialnego oraz Anny Mary z d. Ripley (1784–1868), pochodzącej z Anglii. 9 maja 1837 w Sydney John Robertson ożenił się z Margaret Emmą „Madge” Davies (zm. 6 sierpnia 1889), siostrzenicą i wychowanicą Thomasa Barkera, squattera. Małżeństwo doczekało się trzech synów i sześciu córek:
- Agnes Rodd (1841–1902) ≈ George Douglas Bell (1836–1918), posiadacz ziemski, z którym miała dwóch synów i osiem córek:
  - George Douglas Bell jr. (1873–1938),
  - John Archibald Bell
- Lavalette Mary Maria (1842–1920) ≈ Frederick Robertson Wilshire (1836–1929)
- Kate Louisa (1847–1926) ≈ John Kerr Clark (1838–1910)
  - Archibald Clark Kerr (1882–1951), dyplomata.
- Richard Windeyer (1851–1907) ≈ Jane Editha Rodd (ur. 1849)
- Amy Brisbane (1853–1886) ≈ Henry Jack Gilliatt
- Margaret Emma (1855–1936) ≈ 1) Robert Kerr Clark (1836–1876), 2) jako Margarita Iwanowna: Nikołaj Mikłucho-Makłaj (1846–1888), rosyjski etnolog i biolog:
  - 2) Władimir Nikołajewicz Mikłucho-Makłaj (ang. Vladimir Allan Myklukho-Maclay)
  - 2) Aleksandr Nikołajewicz Mikłucho-Makłaj (ang. Alexander Nicholas Myklukho-Maclay)
- Arthur John Thomas (ur. 1856) ≈ Lucy Anne Morgan
- Alice Struan (1858–1890) ≈ Duncan Robertson (1840–1913)
- John James (1860)

J. R. pełni utożsamiał się jako Australijczyk, przywołując jednak swoje angielskie pochodzenie. Należał do Kościoła prezbiteriańskiego. Był właścicielem rozległych dóbr ziemskich w dzis. Qeensland, które oddawał pod zarząd m.in. J.G. Macdonaldowi, A. Stuartowi i R. Townsowi.

## Choroba
W dzieciństwie stwierdzono u Johna Robertsona rozszczep podniebienia. Było to przyczyną zniekształcenia jego wymowy. Spowodowało to częściowe odtrącenie Robertsona w środowisku rówieśniczym w dzieciństwie oraz później, w życiu dorosłym liczne drwiny, także kierowane przez przeciwników politycznych. Robertson bardzo osobiście traktował swoją działalność polityczną, co przyczyniło się do stopniowego pogorszenia jego stanu zdrowia. W 1855 w wyniku ostrego sprzeciwu znacznej części polityków brytyjskich wobec zgłoszonego przez J. R. projektu konstytucji kolonii, zachorował na niewydolność serca i stracił przytomność. Zauważono wtedy pierwsze objawy depresyjne, jak obniżenie motoryki i przyciszone wypowiedzi. Powtarzające się cyklicznie zaburzenia nastroju, pozwalają historykom uznać, że cierpiał na depresję. Miała się ona znacznie nasilić w końcowym etapie życia Robertsona w 80. i 90. XIX w., kiedy to stopniowo wycofywał się z życia publicznego.

## Odznaczenia i upamiętnienie
W 1877 został Rycerzem Komandorem Orderu śś. Michała i Jerzego.
Robertson ma swój pomnik w Sydney w parku Domain w pobliżu Galerii Sztuki Nowej Południowej Walii. Jego imieniem nazwano okręg wyborczy oraz miasto w płd.-zach. cz. Południowych Ziem Wysokich.